# 東京都住宅政策本部
東京都住宅政策本部（とうきょうとじゅうたくせいさくほんぶ、英称：Tokyo Metropolitan Government Office for Housing Policy）は、東京都組織規程に基づいて東京都に置かれる本庁行政機関である。
住宅政策本部は、それまで都市整備局が所管していた住宅部門を切り離して2019年4月1日に設置された。組織図上は都市整備局内に設置されているが、本部の長には局長級が充てられる一級事業所であり、局相当の組織として予算や人事などの総務機能はそれぞれ独立して存在しているため、実質的には都市整備局とは別組織となっている。そのため、職員の都市整備局及び住宅政策本部間の異動は局間異動として扱われるが、組織再編後も都市整備局と合同で「業務体験発表会」を開催するなど、研修等における交流は継続されている。

## 分掌事務
住宅及び住環境整備に係る総合的な施策の推進、都営住宅の設置及び管理等に関する業務を担っている。

## 組織

### 本庁
- 本部長
  - 技監
    - 住宅企画部
      - 総務課、企画経理課、技術管理課

    - 民間住宅部
      - 計画課、安心居住推進課、マンション課、不動産業課

    - 都営住宅経営部
      - 経営企画課、指導管理課、資産活用課、住宅整備課、再編利活用推進課、施設整備課

### 事業所
- 東部住宅建設事務所
- 西部住宅建設事務所

## 政策連携団体
- 東京都住宅供給公社 [6]